# Hotel Reconquista Luxor
El Hotel Reconquista Luxor es un hotel de categoría cuatro estrellas que pertenece a la cadena Hoteles Reconquista. Se encuentra en la Diagonal Norte, importante avenida del centro de Buenos Aires.
El edificio del hotel fue construido en 1932, proyectado por el arquitecto Jorge B. Hardoy, para alojar a la sede del Instituto Ítalo Argentino de Seguros Generales. Su estilo es racionalista, con ciertos toques art déco, y su altura y fachada respetan la normativa impuesta por la Municipalidad para todos los edificios de la Diagonal Norte, formando parte de un eje arquitectónico de fuerte continuidad.
La fachada del Hotel Reconquista Luxor se caracteriza por el conjunto de relieves que la adornan, a la altura del primer piso, ilustrando diversas actividades económicas y productivas que aluden a su propietario original. El edificio posee un subsuelo, planta baja con locales comerciales y entrepiso, ocho pisos superiores y azotea.

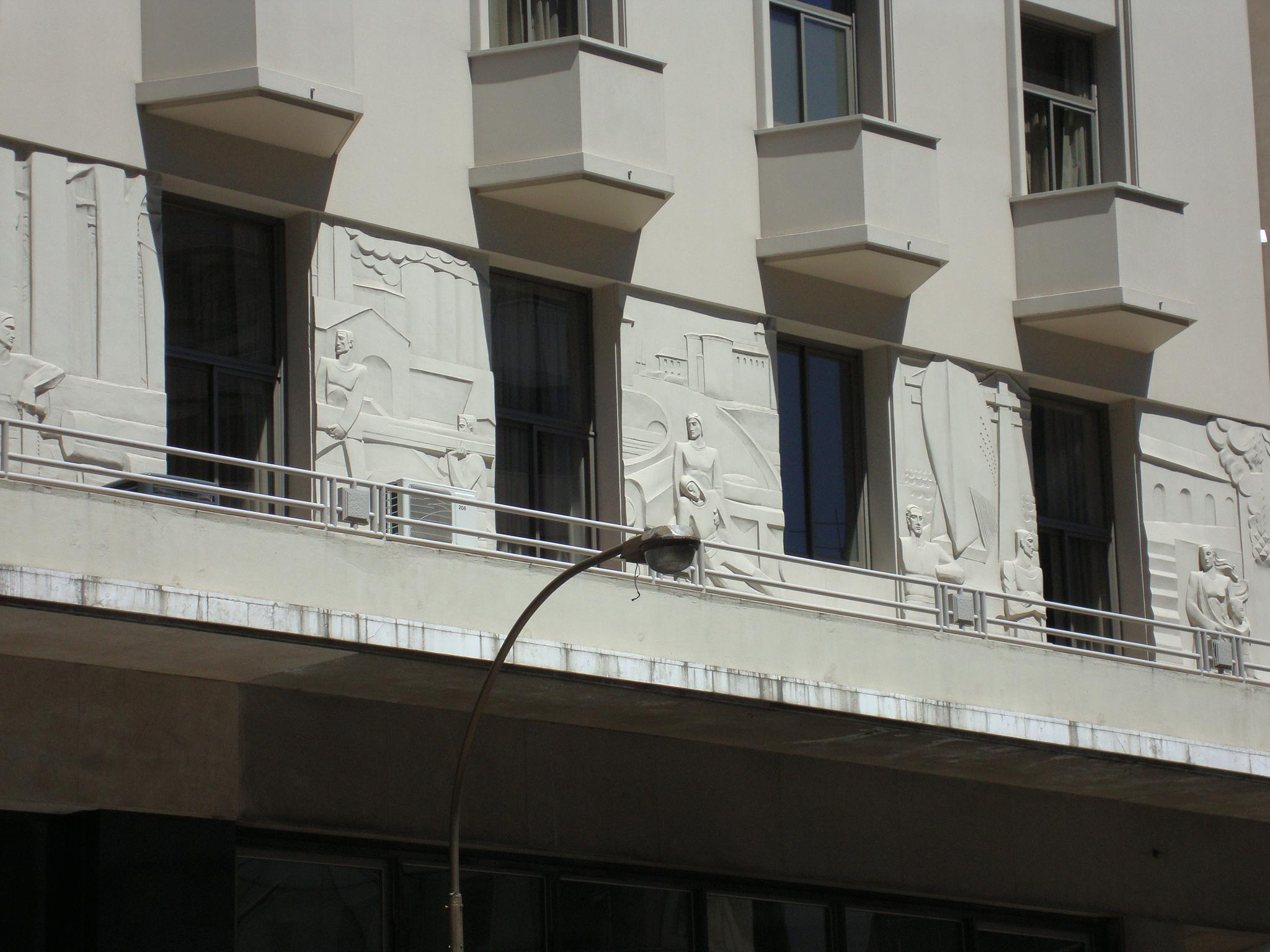
Relieves en la fachada.

Adquirido por la cadena Hoteles Reconquista por remate judicial, el viejo edificio de oficinas fue remodelado completamente para su nuevo uso, instalándose un salón de eventos en el subsuelo, y transformando los ambientes en 72 habitaciones de cuatro categorías distintas. El hotel fue inaugurado el 20 de mayo de 2009, con su fachada restaurada.